# ساواناسور
ساواناسور (نام علمی: Savannasaurus) نام یک سرده از تیتاناسور است.